# Callichroma atroviride
Callichroma atroviride là một loài bọ cánh cứng trong họ Cerambycidae.